# Chiến tranh Sữa
Chiến tranh Sữa là một cuộc chiến tranh thương mại giữa Nga và Belarus vào tháng 6 năm 2009. Nga và Belarus có quan hệ chặt chẽ và cuộc xung đột bắt nguồn từ việc Nga bị cáo buộc nỗ lực trả cho Belarus 500 triệu USD để công nhận sự độc lập của Abkhazia và Nam Ossetia. Nga cũng bày tỏ quan tâm đến việc tư nhân hóa ngành công nghiệp sữa của Belarus. Belarus đã phản ứng bằng cách tìm kiếm các cuộc đàm phán với Liên minh châu Âu về việc chứng nhận sữa Belarus theo quy định của EU. Nga sau đó đã cấm nhập khẩu các sản phẩm sữa từ Belarus, với lý do lo ngại về sức khỏe. Cuộc xung đột thương mại kết thúc vào ngày 17 tháng 6 năm 2009, khi Nga tuyên bố sẽ dỡ bỏ lệnh cấm.
Sau đó vào năm 2009, Tổng thống Belarus Alexander Lukashenko đã bày tỏ sự hối tiếc vì đã không ủng hộ Nga khi công nhận Abkhazia và Nam Ossetia. Hạ viện Belarus đã cử một phái đoàn tìm hiểu thực tế đến các khu vực tranh chấp để nghiên cứu xem liệu Belarus có nên công nhận ngoại giao cho hai vùng hay không. Gruzia phản đối phái đoàn và kêu gọi Belarus duy trì việc không công nhận. Nga đã tiếp tục "ngoại giao sổ séc" và được cho là đã trả tiền hoặc hỗ trợ quân sự cho Venezuela, Nauru, Vanuatu, Tuvalu và Syria để công nhận Abkhazia hoặc Nam Ossetia là các quốc gia độc lập.
Nga đã đe dọa một cuộc Chiến tranh Sữa khác vào năm 2013, và đã ban hành lệnh cấm tạm thời đối với các sản phẩm sữa của Belarus vào tháng 6 năm 2017 và 2018 - 2019. Mối quan tâm của Nga bao gồm các lệnh trừng phạt của phương Tây được cho là cho phép Belarus một cơ hội thị trường bằng cách sản xuất các sản phẩm kém chất lượng. Đáp lại, các nhà sản xuất Belarus tuyên bố rằng Nga đã áp đặt những trở ngại khắc nghiệt đối với họ. Belarus đã phản đối những cuộc chiến thương mại này, giải thích rằng sẽ góp phần vào sự cô lập quốc tế của đất nước họ.

## Bối cảnh

Abkhazia và Nam Ossetia

Belarus và Nga là hai nước láng giềng hậu Xô Viết được liên kết thông qua một hiệp ước liên minh đặc biệt. Căng thẳng giữa hai bên bắt đầu vào cuối năm 2006, do giá khí đốt tăng từ Nga và việc Belarus bắt đầu hòa giải với Liên minh châu Âu. Belarus tham gia Hiệp định Đối tác phía Đông, một sáng kiến tăng cường quan hệ kinh tế và chính trị giữa Liên minh châu Âu và sáu quốc gia hậu Xô Viết. Liên minh châu Âu dỡ bỏ lệnh cấm du lịch đối với Tổng thống Belarus Alexander Lukashenko, tuy họ vẫn duy trì lập trường rằng cuộc bầu cử tổng thống Belarus năm 2006 là gian lận.
Sau Chiến tranh Nga-Gruzia, các khu vực tranh chấp Abkhazia và Nam Ossetia, trước thuộc lãnh thổ Gruzia, nay chịu sự chiếm đóng của quân đội Nga. Belarus bị áp lực phải công nhận Abkhazia và Nam Ossetia là các quốc gia độc lập. Vào thời điểm đó, chỉ có Nga và Nicaragua đã công nhận ngoại giao đối với Abkhazia và Nam Ossetia. Belarus không công nhận Abkhazia hoặc Nam Ossetia để tránh bị cô lập quốc tế và thay vào đó bắt đầu đàm phán với Hoa Kỳ để thả tù nhân chính trị. Trước đây, Nga đã cấm các sản phẩm thịt từ Ba Lan, rượu vang từ Moldova, cá đóng hộp từ Latvia và hầu hết các sản phẩm nông nghiệp từ Gruzia khi căng thẳng chính trị với các quốc gia này tăng lên.

## Tranh chấp thương mại

### Chuyến thăm của Putin tới Minsk

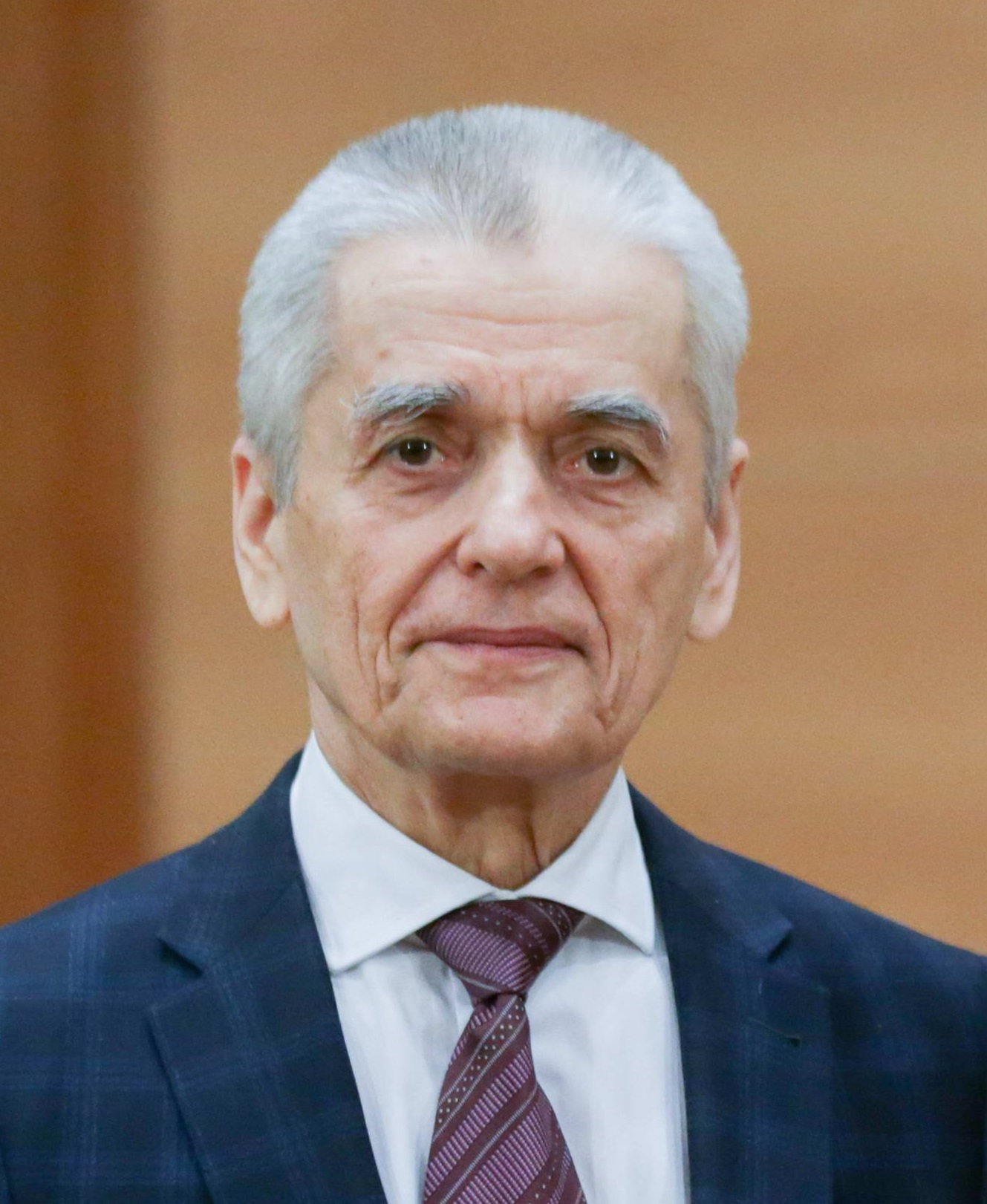
Chánh thanh tra vệ sinh Gennady Onishchenko khuyên Nga nên đặt lệnh cấm nhập khẩu sản phẩm sữa của Belarus.

Vào ngày 29 tháng 5 năm 2009, Thủ tướng Nga Vladimir Putin đã đến thăm thủ đô của Belarus Minsk và đề nghị cuối cùng về 500 triệu USD trong khoản 2,4 tỷ USD cho vay với điều kiện khoản vay sẽ được thanh toán bằng rúp Nga. Lukashenko tuyên bố rằng khoản vay được đưa ra với điều kiện Belarus sẽ công nhận độc lập Abkhazia và Nam Ossetia. Các quan chức Nga đã bác bỏ điều này và họ đóng băng khoản vay, chính trị gia người Nga Alexei Kudrin bày tỏ lo ngại bằng cách tuyên bố rằng Belarus không thể đủ khả năng độc lập về kinh tế vào cuối năm. Thất vọng vì bị phụ thuộc về kinh tế vào Nga, Belarus đã từ chối nhận khoản vay. Sau khi hủy khoản vay của Nga, Belarus đã nhận khoản vay 1 tỷ USD từ Quỹ Tiền tệ Quốc tế.
Trong chuyến thăm, Nga cũng đã tìm cách để các nhà sản xuất sữa lớn của Belarus được tư nhân hóa. Belarus đã phản ứng ngay lập tức bằng cách bắt đầu đàm phán với EU về việc chứng nhận tiêu chuẩn sữa của Belarus theo quy định của EU. Nga đã phản ứng bằng cách cử thanh tra y tế do Chánh thanh tra vệ sinh Gennady Onishchenko, người trước đây chịu trách nhiệm cấm các mặt hàng thực phẩm từ các quốc gia hậu Xô Viết khác. Onishchenko tuyên bố rằng các sản phẩm sữa của Belarus thiếu chứng nhận phù hợp và khuyên Nga nên cấm tất cả hàng nhập khẩu liên quan. Truyền thông Nga bắt đầu phát đi tuyên bố rằng các sản phẩm sữa của Belarus là một mối nguy hại cho sức khỏe.

### Cấm sữa, tẩy chay CSTO và đàm phán
The New York Times mô tả mối quan tâm về sức khỏe của Nga là "vũ khí trong tranh chấp địa chính trị" mà Nga thường sử dụng trong các tranh chấp thương mại. Vào ngày 6 tháng 6 năm 2009, Nga đã cấm khoảng 1.200 sản phẩm sữa từ Belarus. Lệnh cấm được coi là gây tổn hại nghiêm trọng cho ngành công nghiệp sữa Belarus, trong đó 95% hàng xuất khẩu là sang thị trường Nga. Tuy nhiên, một quan chức Belarus tuyên bố rằng "thật khó hiểu tại sao các sản phẩm này bị cấm theo cách thức ồn ào và biểu tình như vậy", trong khi Nga chưa bao giờ phê duyệt chúng để nhập khẩu. Các quan chức Nga phủ nhận rằng lệnh cấm có liên quan tới chính trị. The New York Times, Politico, và The Sunday Times đã gọi cuộc xung đột thương mại là "chiến tranh sữa".
Lukashenko kêu gọi các cố vấn của ông lập ra một danh sách các mối đe dọa kinh tế giả định mà Nga có thể áp đặt lên Belarus. Bộ Ngoại giao Belarus cho biết lệnh cấm là "hạn chế thương mại là phân biệt đối xử vi phạm thỏa thuận quốc tế". Bộ Ngoại giao cũng tuyên bố ý định tẩy chay Hội nghị thượng đỉnh của Tổ chức Hiệp ước An ninh Tập thể (CSTO) được tổ chức tại Moskva. Hội nghị được lập ra để ký kết một thỏa thuận an ninh tập thể. Nga coi hội nghị thượng đỉnh là rất quan trọng để chống lại ảnh hưởng của NATO và phương Tây tại các quốc gia hậu Xô Viết. Lukashenko đã tố cáo việc ký kết, lập luận rằng bất kỳ thỏa thuận nào cũng là bất hợp pháp nếu không có sự tham gia của tất cả các quốc gia thành viên; Uzbekistan cũng vắng mặt trong hội nghị thượng đỉnh.
Các cuộc đàm phán bắt đầu vào ngày 15 tháng 6 năm 2009. Những lo ngại về sức khỏe dẫn đến cáo buộc đối với các sản phẩm sữa không được đưa ra trong các cuộc đàm phán. Vào ngày 17 tháng 6, Nga tuyên bố rằng lệnh cấm các sản phẩm sữa của Belarus sẽ được dỡ bỏ vào ngày hôm sau. Putin giải thích rằng lý do đằng sau Cuộc chiến Sữa là số lượng sản phẩm sữa nhập khẩu, không đề cập đến những lo ngại về chất lượng trước đó. Số lượng sản phẩm sữa của Belarus được phép nhập khẩu vào Nga sau đó đã tăng gấp đôi. Belarus đã tháo dỡ các đồn hải quan được thành lập trong Chiến tranh Sữa và rút ba mươi nhân viên hải quan đặt tại biên giới Belarus - Nga. Sau khi dỡ bỏ lệnh cấm, Andrew Wilson của Hội đồng Quan hệ đối ngoại châu Âu đã nghĩ rằng Lukashenko là người chiến thắng trong Chiến tranh Sữa, đồng thời bày tỏ lo ngại về đe dọa lâu dài đối với Belarus. Vitali Silitski viết cho Politico rằng Nga sẽ tiếp tục những nỗ lực để loại bỏ Lukashenko.

## Hậu quả

### Nhận thấy thực tế của Belarus ở Abkhazia và Nam Ossetia
Vào tháng 7 năm 2009, Bộ Ngoại giao Belarus đã đưa ra cảnh báo du lịch rằng công dân chỉ nên đến Abkhazia và Nam Ossetia qua Gruzia. Trong cuộc họp tháng 9 năm 2009 tại Litva, Lukashenko tuyên bố rằng Belarus nên công nhận Abkhazia và Nam Ossetia độc lập từ lâu để ủng hộ Nga. Lukashenko đổ lỗi cho một "cuộc săn phù thủy chống lại Belarus" về khoản vay trị giá 500 triệu USD đã bị hủy và "một số người trong [giới lãnh đạo Nga] muốn bẻ cong chúng tôi, hoặc không muốn chúng tôi thừa nhận những nước cộng hòa này."
Vào tháng 10 năm 2009, Lukashenko đã ca ngợi mối quan hệ của Belarus với Abkhazia và Nam Ossetia, và tuyên bố rằng ông cần nghiên cứu tình hình trước khi quyết định công nhận nền độc lập của họ. Chủ tịch Hạ viện Vladimir Andreichenko tuyên bố rằng ông sẽ "thực hiện đánh giá khách quan" về Abkhazia và Nam Ossetia. Cuối tháng, Lukashenko bày tỏ quan điểm Nga không còn lựa chọn nào khác ngoài việc công nhận độc lập của Abkhazia và Nam Ossetia dựa trên "quyền tự quyết của họ". Vào tháng 11 năm 2009, Belarus đã cử các thành viên quốc hội đến Gruzia, Abkhazia và Nam Ossetia để thực hiện nghiên cứu. Gruzia đã phản ứng bằng cách kêu gọi Belarus không công nhận các khu vực tranh chấp là các quốc gia độc lập.

### Tiến triển sau năm 2009

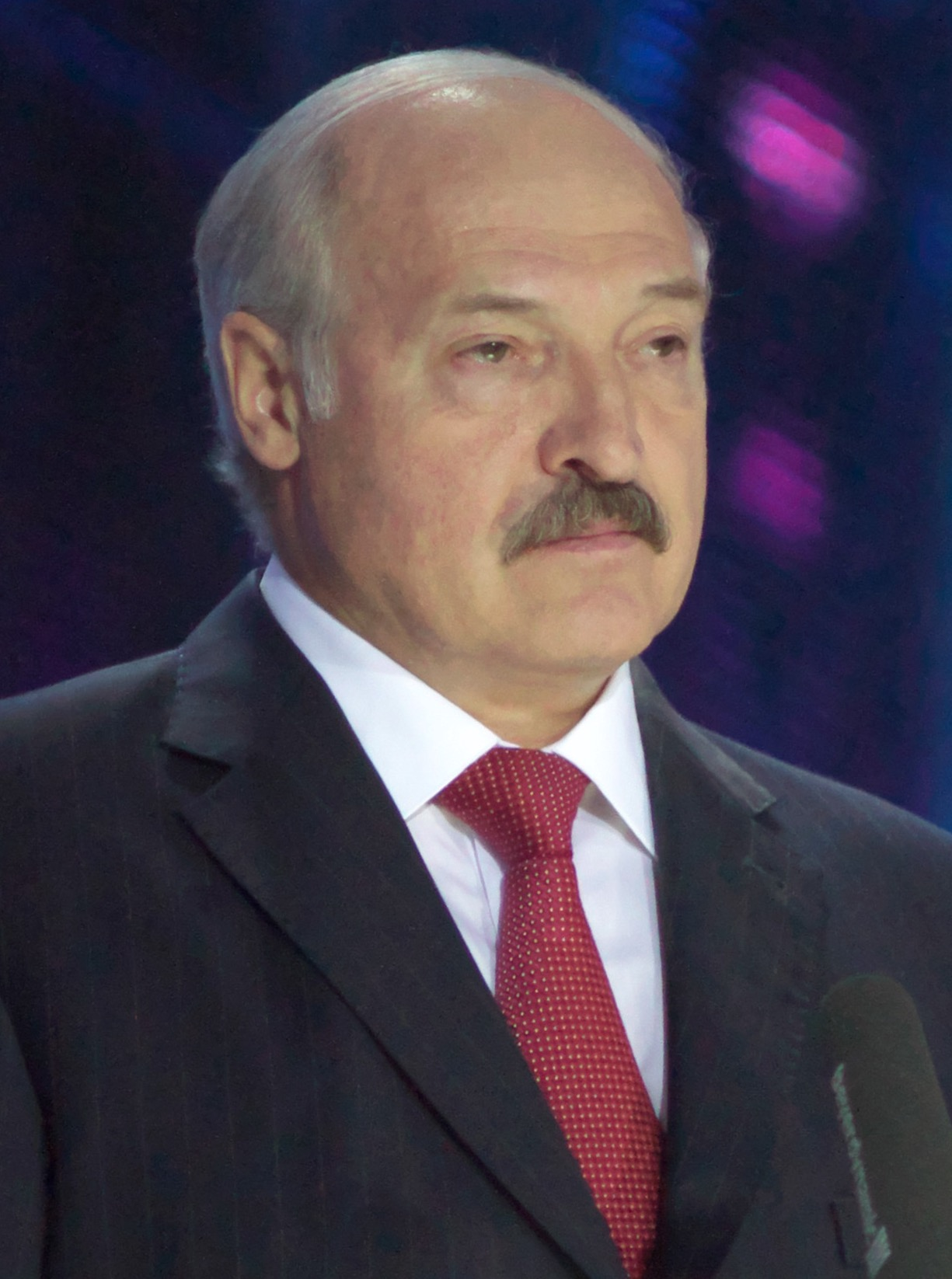
Vào tháng 12 năm 2010, các nguồn tin rò rỉ chỉ ra rằng Alexander Lukashenko cảm thấy mình không nhận được tín nhiệm thỏa đáng khi không công nhận Abkhazia và Nam Ossetia bất chấp áp lực của Nga.

Vào tháng 12 năm 2010, các nguồn tin ngoại giao rò rỉ của Hoa Kỳ chỉ ra rằng Lukashenko đã phàn nàn về việc EU không cho ông tín nhiệm thỏa đáng về việc chống lại áp lực của Nga khi công nhận Abkhazia và Nam Ossetia. Các nguồn tin chỉ ra rằng Lukashenko bày tỏ lo ngại rằng giá khí đốt của Nga tăng sẽ buộc Belarus phải công nhận Abkhazia và Nam Ossetia. Vào tháng Ba năm 2014, sau khi Nga sáp nhập vùng Krym từ Ukraina, Lukashenko đánh đồng lập trường của Belarus về việc nhìn nhận tình trạng tranh chấp Krym đối với lập trường của mình đối với Abkhazia và Nam Ossetia. Lukashenko tuyên bố, "Krym, giống như Ossetia, Abkhazia và vùng lãnh thổ khác, không phải là một nhà nước độc lập. Hiện nay Krym (là de facto) là một phần của Liên bang Nga. Không có vấn đề cho dù bạn thừa nhận nó hay không, đó là thực tế." Vào tháng 3 năm 2018, Paata Sheshelidze, chủ tịch của Trường Kinh tế Mới - Gruzia, báo cáo rằng Gruzia đã liên tục trả tiền cho Belarus để không công nhận.

### Ngoại giao sổ séc của Nga
Kể từ sau Chiến tranh Sữa, Nga đã tham gia "ngoại giao sổ séc" và trả tiền cho nhiều quốc gia để họ công nhận Abkhazia và Nam Ossetia. Vào tháng 9 năm 2009, Venezuela trở thành quốc gia thứ ba công nhận nền độc lập của Abkhazia và Nam Ossetia. Một tuần sau, Nga đã ký "thỏa thuận thương mại vũ khí và kinh tế trị giá hàng tỷ USD" với Venezuela, được Jamestown Foundation mô tả là "phí công nhận". Vào tháng 12 năm 2009, Nauru trở thành quốc gia thứ tư công nhận Abkhazia và Nam Ossetia, khiến Gruzia cáo buộc là để đổi lấy khoản đầu tư 50 triệu USD từ Nga. Tháng 5 năm 2011, Abkhazia được Vanuatu công nhận; chính trị gia Vanuatu Joe Natuman tuyên bố Nga đã trao cho Vanuatu 50 triệu USD để đổi lấy việc công nhận.
Vào tháng 10 năm 2011, Tuvalu công nhận Abkhazia và Nam Ossetia, nhưng đã rút lại vào tháng 3 năm 2014 sau khi Gruzia đề nghị hỗ trợ cho Tuvalu 250.000 USD. Oliver Bullough, viết cho The New Republic, tuyên bố rằng quyết định của Tuvalu "có thể đánh dấu sự kết thúc của một chiến lược ngoại giao kéo dài nhiều năm đã khiến Nga phải chi trả hàng triệu USD." Gruzia cũng đã trao cho Fiji 200 máy tính để duy trì việc không công nhận. Vào tháng 5 năm 2018, Syria đã công nhận Abkhazia và Nam Ossetia; Nga đã hỗ trợ quân sự cho chính phủ Syria trong cuộc nội chiến của nước này kể từ năm 2015.

## Tranh chấp thương mại sau đó

### Mối đe dọa năm 2013 và lệnh cấm tạm thời năm 2017

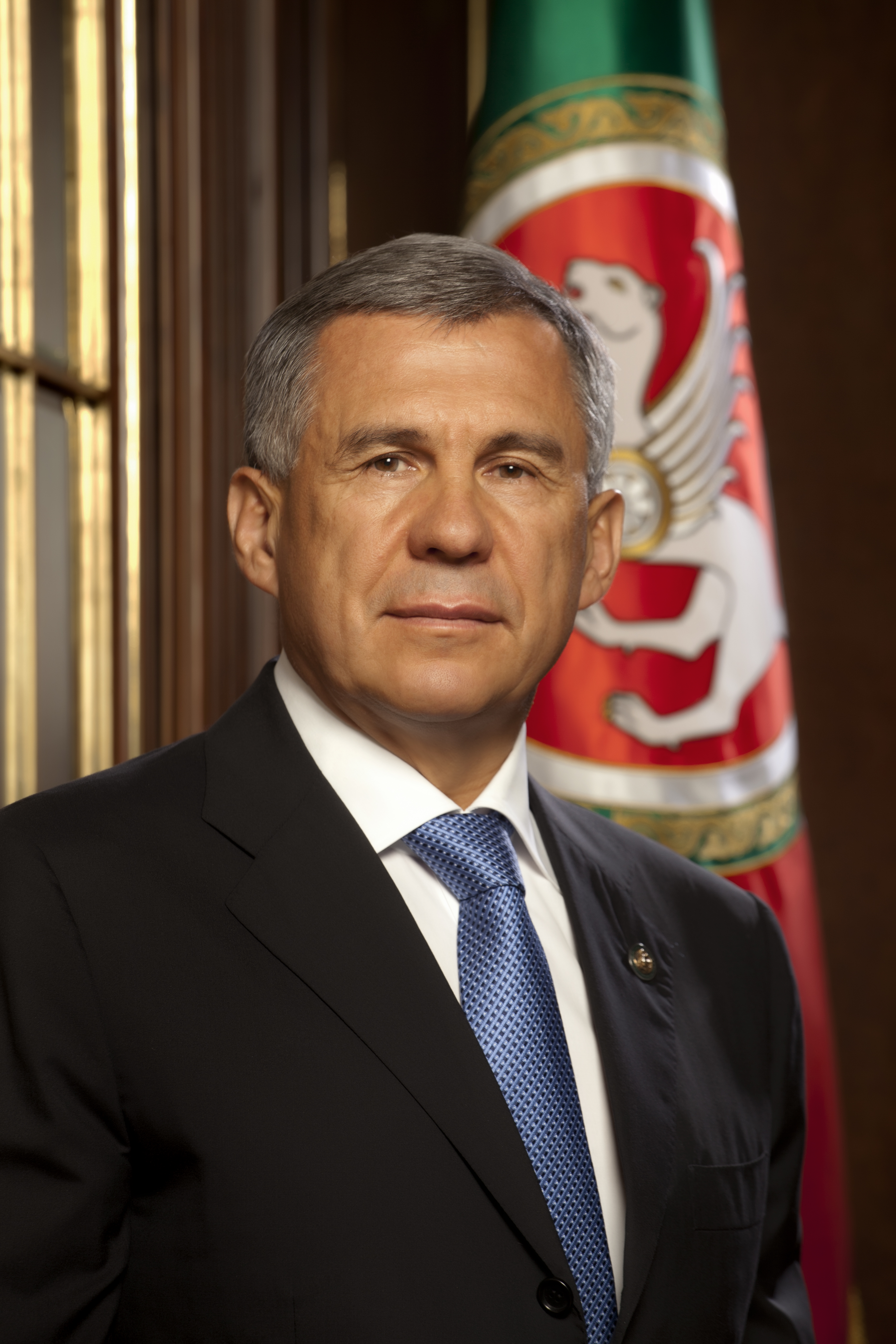
Năm 2018, mối quan tâm của Rustam Minnikhanov đối với nông dân chăn nuôi bò sữa ở Tatarstan trùng khớp với một lệnh cấm khác đối với các sản phẩm sữa của Belarus.

Vào tháng 8 năm 2013, Vladislav Baumgertner, Giám đốc điều hành của nhà sản xuất Uralkali, đã bị bắt tại Minsk vì bị cáo buộc liên quan đến một kế hoạch tội phạm sau khi Belarus mời ông đến đàm phán. Hai ngày sau, Onishchenko lại đưa ra quan ngại về chất lượng sản phẩm sữa của Belarus. Thông báo này được coi là sự trả thù cho vụ bắt giữ Baumgertner và làm dấy lên mối lo ngại về Chiến tranh Sữa lần thứ hai. Vào tháng 10 năm 2013, Nga đã cấm nhập khẩu sữa từ Litva, với những lo ngại về chất lượng. Lệnh cấm được coi là một nỗ lực gây áp lực chính trị đối với Litva, lúc đó giữ chức Chủ tịch Hội đồng Liên minh châu Âu, để lên kế hoạch tổ chức một hội nghị thượng đỉnh EU sẽ mang lại mối quan hệ kinh tế chặt chẽ hơn cho một số quốc gia hậu Xô Viết. Nga tuyên bố vào tháng 12 năm 2013 về ý định dỡ bỏ lệnh cấm sau khi Litva đe dọa sẽ nộp đơn khiếu nại lên Tổ chức Thương mại Thế giới về một "cuộc chiến sữa". Vào tháng 1 năm 2014, các hạn chế đã được dỡ bỏ.
Năm 2014, EU và Mỹ áp đặt lệnh trừng phạt đối với Nga vì sáp nhập Krym từ Ukraina. Nga đã đáp trả bằng cách cấm nhập khẩu một số loại thực phẩm từ các nước phương Tây. Nga cũng cáo buộc Belarus khai thác tình trạng này bằng cách sản xuất hàng hóa không đạt tiêu chuẩn để xuất khẩu sang Nga, trong khi các nhà sản xuất Belarus nói rằng Nga đã cố tình tạo ra các rào cản thương mại. Vào tháng 6 năm 2017, Nga đã ban lệnh cấm phô mai được sản xuất bởi các công ty Belsyr và Shchuchin Creamery của Belarus, với lý do gian lận trong việc dán nhãn. Nga dỡ bỏ lệnh cấm sau đó trong cùng tháng. Từ năm 2016 đến 2017, xuất khẩu các sản phẩm sữa của Belarus sang Nga giảm 12,8%.

### Cấm sữa 2018-2019
Artyom Belov, Tổng Giám đốc Liên minh Sản xuất Sữa Quốc gia
Vào ngày 16 tháng 2 năm 2018, Tổng thống Tatarstan Rustam Minnikhanov đã gặp Thủ tướng Nga Dmitry Medvedev và bày tỏ lo ngại rằng nông dân địa phương đang chịu thiệt hại vì sản xuất sữa đã được chuyển sang lao động rẻ hơn cho sữa bột ở Belarus. Vào ngày 20 tháng 2, Medvedev đã kêu gọi Nga ưu tiên ngành công nghiệp sữa trong nước, đặc biệt là ở Tatarstan, thay vì phụ thuộc vào các thành viên Liên minh kinh tế Á-Âu khác. Medvedev chỉ thị cho Phó Thủ tướng Arkady Dvorkovich đưa ra một đề xuất kinh tế cho ngành công nghiệp sữa. Hai ngày sau, Nga tạm thời cấm một số sản phẩm sữa của Belarus, với lý do lo ngại về sức khỏe. Thứ trưởng Duma Quốc gia Ayrat Khairullin nêu lên những nghi ngờ của mình rằng các sản phẩm sữa của Belarus nhập vào Nga để giao cho Kazakhstan và Kyrgyzstan lại được giao bất hợp pháp cho các nhà máy Nga, do lý do bất thường trong vận chuyển.
Vào ngày 1 tháng 3 năm 2018, Lukashenko đã thừa nhận lệnh cấm. Vào ngày 24 tháng 4 năm 2018, Lukashenko đã gửi Bài phát biểu Quốc gia và chỉ trích cả các quốc gia phương Tây và Nga vì đã góp phần vào sự cô lập của Belarus. Trong diễn văn, Lukashenko gọi "những cuộc chiến sữa, thịt và đường mà các đối tác gần nhất của chúng tôi tiến hành để chống lại chúng tôi nhằm ngăn chặn hàng hóa của chúng tôi xâm nhập thị trường Nga". Giá sữa tươi Nga tăng trong mùa hè năm 2018. Vào tháng 5 năm 2019, lệnh cấm nhập khẩu sữa với số lượng lớn từ Belarus sang Nga đã được dỡ bỏ. Tuy nhiên, lệnh cấm đối với một số sản phẩm sữa của Belarus vẫn được áp dụng.